# Scleroptila levaillantii
El francolin alirrojo o francolín de alas rojas (Scleroptila levaillantii) es una especie de ave galliforme de la familia phasianidae propia de África. Se encuentra en Angola, Burundi, República Democrática del Congo, Kenia, Lesoto, Ruanda, Sudáfrica, Tanzania, Uganda y Zambia.